# Politirapport
Politirapport er en officiel registrering af hændelser, som politiet dokumenterer i forbindelse med deres arbejde. Den kan indeholde oplysninger om forbrydelser, ulykker, mistænkte personer, vidneudsagn, beslaglagte genstande og andre relevante detaljer, der kan have betydning for efterforskning, retssager eller statistik. Politirapporter fungerer som en vigtig del af politiets administration og sagsbehandling, og de kan have juridiske konsekvenser for både enkeltpersoner og samfundet som helhed. 
Politirapporter anvendes internt af politiet til sagsbehandling og analyse, men visse oplysninger kan også offentliggøres, eksempelvis gennem pressemeddelelser eller ved anmodning om aktindsigt. I Danmark er politiets rapportering reguleret af retsplejeloven og andre relevante love, der sikrer korrekt registrering og behandling af information. Politirapporterne kan desuden indgå som bevismateriale i domstole og anvendes af anklagemyndigheden i forbindelse med retsforfølgelse. 
Udformningen af en politirapport varierer afhængigt af hændelsen og kan bestå af skriftlige notater, fotografier, optagelser fra bodycams eller patruljekøretøjer samt tekniske beviser. Nogle politirapporter er kortfattede og bruges til intern rapportering, mens andre er mere omfattende og danner grundlag for videre efterforskning. 
I flere lande, herunder USA, Storbritannien og Tyskland, kan offentligheden i visse tilfælde få adgang til politirapporter gennem Freedom of Information Act (FOIA) eller tilsvarende lovgivning, mens der i Danmark og andre europæiske lande ofte er strengere regler for offentlig adgang.

## Anvendelse
Politirapporter bruges i en række sammenhænge, både internt i politiet og i det bredere retsvæsen. De spiller en central rolle i efterforskningen af forbrydelser, da de indeholder væsentlige oplysninger, som kan hjælpe efterforskere med at forstå hændelsesforløb, identificere mistænkte og kortlægge beviser. Politirapporter kan også danne grundlag for retsforfølgelse, idet de ofte anvendes af anklagemyndigheden som dokumentation i straffesager.  
I forvaltningen af lov og orden bruges politirapporter til at føre statistik over kriminalitet og trafikulykker, hvilket kan hjælpe myndighederne med at udvikle forebyggelsesstrategier og ressourceplanlægning. 
For offentligheden kan politirapporter i nogle tilfælde være tilgængelige gennem aktindsigt eller via politiets egne kommunikationskanaler, såsom pressemeddelelser eller sociale medier. I Danmark er adgangen til politirapporter dog ofte begrænset af persondataforordningen (GDPR) og andre lovgivningsmæssige hensyn, der beskytter privatlivets fred og efterforskningens integritet.  
Desuden anvendes politirapporter af forsikringsselskaber til at behandle erstatningskrav i forbindelse med skader og tyveri. Ved trafikuheld kræves ofte en politirapport som dokumentation for, at en hændelse har fundet sted, før et forsikringsselskab kan afgøre en sag.  
Forskere og journalister kan også anvende politirapporter som kilde til studier af kriminalitetsmønstre og samfundsmæssige tendenser, men adgang til detaljerede rapporter er ofte begrænset for at beskytte følsomme oplysninger.  